# Nakhon Pathom
Nakhon Pathom (en tailandès นครปฐม (Pronunciació)) és una ciutat (thesaban nakhon) a la Tailàndia central, capital de la província homònima. Un dels monuments més importants és la gegant Phra Pathom Chedi. La ciutat també conté l'únic temple bhikkhuni del país, el Wat Songdhammakalyani (วัดทรงธรรมกัลยาณี).
Nakhon Pathom també allotja un campus de la Universitat de Silpakorn dins del Palau Sanam Chan.